# Also Holding
Die Also Holding AG (Eigenschreibung ALSO) mit Sitz in Emmen ist ein börsennotierter Schweizer Technologieanbieter im Bereich der Informations- und Telekommunikationstechnik (ITK).

## Geschäftsfelder
Die Also Holding AG vertreibt primär Hard- und Software sowie Cloud-basierte Dienstleistungen und IT-Lösungen. Dabei ist das transaktionale Angebot an Hard- und Software im Bereich Supply angesiedelt, Cloud-Dienstleistungen sowie Plattformen für Cybersecurity, IoT, Virtualisierung und KI im Bereich Service und IT-Dienstleistungen im Bereich Solutions. Bereits seit den 1990er-Jahren ist Also Marktführer der ITK-Industrie in der Schweiz und in Deutschland. Stand April 2022 ist die Also Holding AG in 28 Ländern Europas tätig und über PaaS-Partner in weiteren 115 aussereuropäischen Ländern.

## Geschichte
Das Unternehmen wurde 1984 von Bruno Gabriel in Hergiswil gegründet. Die zunächst ausserbörslich gehandelte Aktie der Also Holding ist seit 1987 an der Schweizer Börse SIX Swiss Exchange kotiert. Die Also Holding AG und die deutsche Actebis haben am 9. Februar 2011 ihre Aktivitäten zusammengelegt. Seit dem 14. März 2013 firmiert die in der Schweiz ansässige Also-Actebis Holding als Also Holding. Ab 2013 baute die Also Holding AG ihr Osteuropageschäft laut Angaben der Neuen Zürcher Zeitung unter anderem in Kroatien, Slowenien und Polen weiter aus. Stand August 2021 ist Also in 16 osteuropäischen Ländern sowie 12 Ländern in Süd- und Westeuropa geschäftlich aktiv.

## Konzernstruktur und wirtschaftliche Kennzahlen
Die Also Holding AG befindet sich zu 51,3 % im Besitz der Special Distribution Holding, einem Unternehmen der Droege Holding mit Sitz in Düsseldorf. Der Rest der Aktien ist in Streubesitz.  Die Geschäftstätigkeit umfasst die Bereiche Supply, Solutions und Service. Supply umfasst das transaktionale Angebot an Hard- und Software. Solutions unterstützt Kunden bei der Entwicklung von IT-Lösungen. Der Service-Bereich besteht aus abo-basierten Cloud-Angeboten sowie Plattformen für Cybersecurity, Virtualisierung und KI. Im Geschäftsjahr 2021 erwirtschaftete die Also Holding AG einen Gesamtumsatz in Höhe von rund 12'394,4 Mio. EUR. Davon entfielen 8'551,8 Mio. EUR auf das Geschäftsfeld Supply, 3'200,6 Mio. EUR auf das Geschäftsfeld Solutions und 642 Mio. EUR auf das Geschäftsfeld Service.
| Jahr | Umsatz           | Mitarbeiter | Quellenangabe |
| ---- | ---------------- | ----------- | ------------- |
| 1987 | CHF 185 Mio.     |             | [ 12 ]        |
| 1995 | CHF 438.1 Mio.   |             | [ 13 ]        |
| 2000 | CHF 1'864 Mio.   | 508         | [ 3 ]         |
| 2004 | CHF 1'058.3 Mio. | 393         | [ 14 ]        |
| 2013 | CHF 8'020 Mio.   | 3240        | [ 15 ]        |
| 2021 | CHF 12'853 Mio.  | 4000        | [ 1 ]         |